# Syryjski Kościół Ortodoksyjny
Syryjski Kościół Ortodoksyjny – jeden z Kościołów Wschodu, wyznających w przeszłości monofizytyzm. Kościół wywodzi się z terenów dzisiejszych Syrii, Iraku i Libanu, ponadto działa wśród wiernych w Niemczech, Szwecji, Holandii, Stanach Zjednoczonych, Brazylii i Australii. Jego głową jest syryjski patriarcha Antiochii, rezydujący obecnie w Damaszku. Powstał na fali wywołanej uznaniem monofizytyzmu za herezję przez Kościół powszechny i jej wyklęciem na Soborze Chalcedońskim w 451, podobnie jak Koptyjski Kościół Ortodoksyjny i Apostolski Kościół Ormiański.

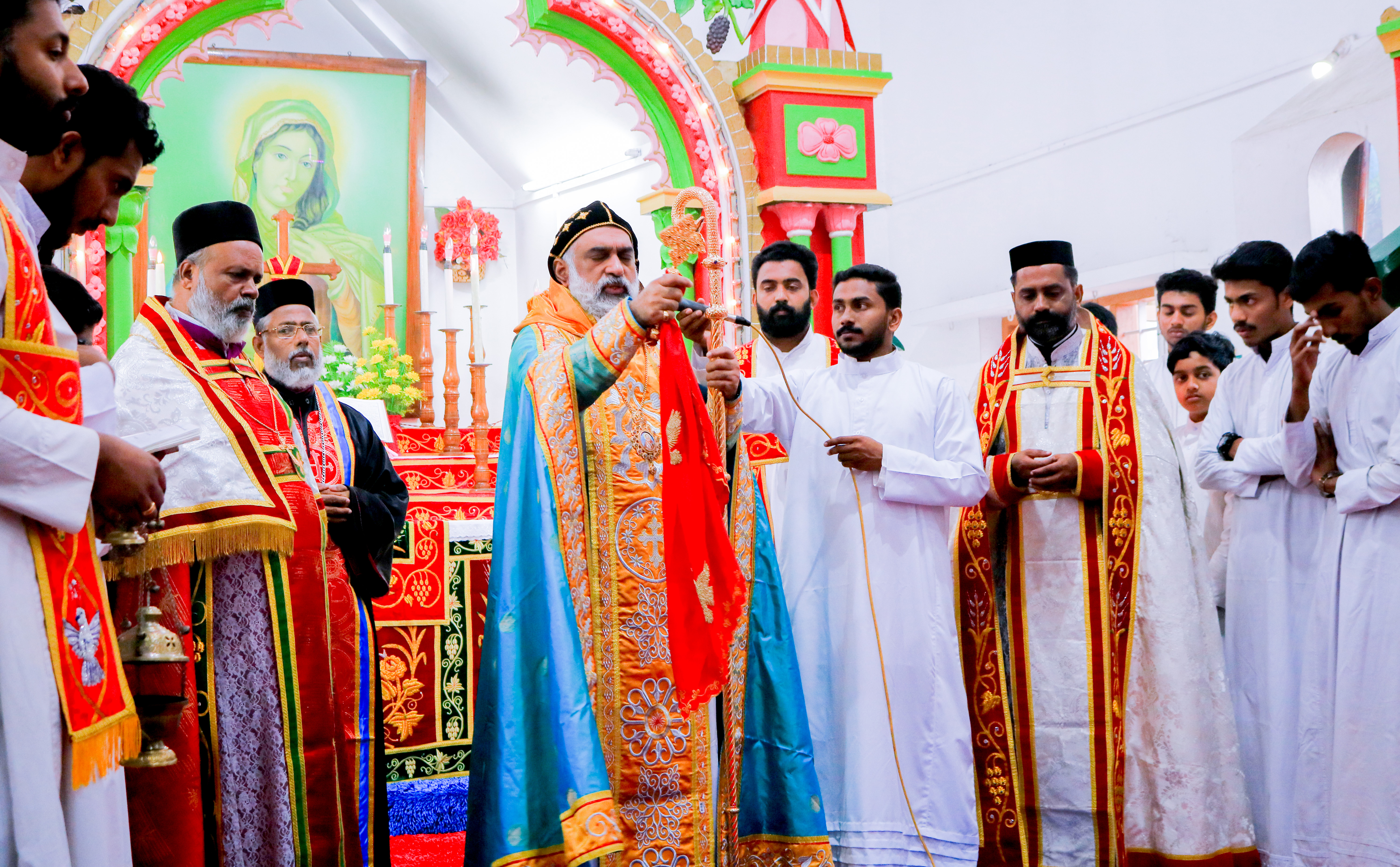
Szaty liturgiczne kleru Syryjskiego Kościoła Ortodoksyjnego

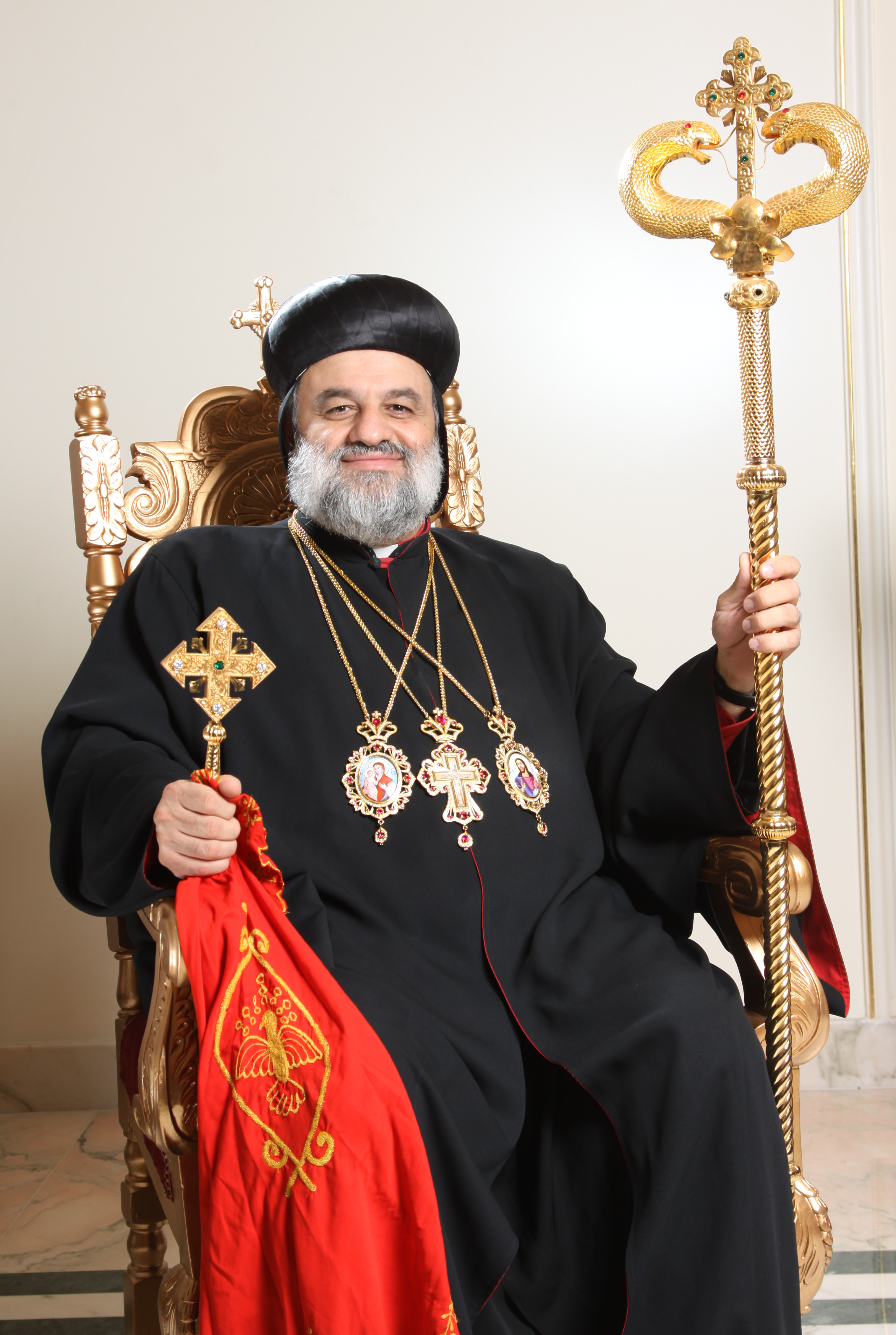
Ignacy Efrem II – Patriarcha Antiochii od 2014 r.

Kościół jakobicki uważa się za jedynego prawowitego spadkobiercę kościoła antiocheńskiego. Oficjalnie nazywa się Syryjskim Kościołem Ortodoksyjnym. Bywa nazywany „jakobickim”, ale nie używa tej nazwy, którą uważa wręcz za obraźliwą, ponieważ została nadana przez bizantyjskich przeciwników tego Kościoła i sugeruje, że nie jest to Kościół założony przez Apostołów. Zaprzecza także, jakoby jego nauka była monofizycka, wskazując na większe skomplikowanie chrystologii tego Kościoła, odmienne od radykalnego monofizytyzmu w wersji Eutychesa. Syryjski Kościół Ortodoksyjny swoją naukę określa terminem "miafizytyzm".

## Historia
Kościół jakobicki powstał w VI wieku w Syrii, głównie za sprawą biskupa Edessy Jakuba Baradeusza (aram. burd'ono – „w łachmanach”, od jego imienia pochodzi potoczna nazwa Kościoła) i za poparciem cesarzowej bizantyjskiej Teodory. Wędrując po Syrii w przebraniu żebraka, Jakub Baradeusz własnym wysiłkiem stworzył organizację Kościoła, konsekrując 27 biskupów i setki księży. Organizacja ta pozwoliła jakobitom przetrwać prześladowania ze strony władz bizantyjskich w VI i w VII wieku, najazd krzyżowców w XI wieku, masakrę dokonaną przez Tamerlana około 1400, ucisk osmański, masakrę 25 tysięcy Syryjczyków w południowej Turcji w latach 1895–1896, rzeź 90 tysięcy Syryjczyków w 1915 i wreszcie powstanie Kurdów w latach 1925–1926.
Kościół jakobicki miał spore sukcesy w działalności misyjnej wśród Arabów przed narodzinami islamu. Po arabskim podboju Syrii jakobici pozostawali w przyjaznych stosunkach z kalifami, niejednokrotnie pełniąc urzędy państwowe, a klasztory jakobickie były ośrodkami myśli filozoficznej. W nich tłumaczono na arabski i aramejski (syryjski, syriacki) dzieła myślicieli i uczonych greckich. Kościół jakobicki zasilali głównie ci Aramejczycy (Syryjczycy), którym nie odpowiadała dominacja patriarchów Konstantynopola nad cerkwią prawosławną w Syrii. Był to jeden z przejawów szerszego konfliktu między grecko- a aramejskojęzyczną częścią Syrii.
Z kościołem jakobickim związany jest jeden z odłamów chrześcijaństwa indyjskiego – Malankarski Kościół Ortodoksyjny. Od początku swego istnienia do czasów latynizacji w XVI wieku uznawał zwierzchnictwo patriarchy syryjskiego, zaś w XVII wieku część jego wiernych, porzuciwszy unię z Rzymem, powróciła pod jego władzę. Na przełomie XIX i XX wieku podejmowano próby uniezależnienia od Kościoła syryjskiego, co doprowadziło do rozłamu w 1912 roku i do ponownego zjednoczenia w 1958 roku. W 1975 roku dokonał się jednak ostateczny podział, przez co Kościół stał się samodzielny, a jego część nadal uznająca zwierzchnictwo patriarchy syryjskiego utworzyła Malankarski Syryjski Kościół Ortodoksyjny, będący integralną częścią Syryjskiego Kościoła Ortodoksyjnego.

## Organizacja
Patriarchat jakobicki mieścił się początkowo w Antiochii. W 518 cesarz Justynian wygnał monofizyckiego patriarchę Mor Seweriusza do Egiptu i od tej pory rezydencjami patriarchów były różne klasztory w Mezopotamii. Od XIII wieku patriarcha rezydował w klasztorze Deir Al Za'afaran koło Mardin w dzisiejszej Turcji. W 1933 patriarchat został przeniesiony do Syrii – do Homs, a w 1959 do Damaszku. Od 1293 tradycją kościoła jest, że patriarchowie noszą imię Ignacy, na pamiątkę świętego męczennika Ignacego Oświeciciela, drugiego patriarchy Antiochii (po świętym Piotrze Apostole).
W szczytowym okresie swego rozwoju (XIV wiek) kościół jakobicki liczył 20 metropolii i 103 diecezje, sięgające na wschód do Afganistanu. Są również dowody istnienia skupisk wiernych tego kościoła w Turkiestanie i w Sinciangu. Charakterystyczną cechą hierarchii duchownej Kościoła jakobickiego był dualizm władzy – w zachodniej Syrii biskupi podlegali patriarsze, a na terenach Persji i dalej na wschód – mafrianowi (metropolicie z uprawnieniami patriarchy).
Wierni Kościoła jakobickiego, rozproszeni po całym świecie, są podzieleni na 17 diecezji [dane z 1983]. Jest ich obecnie około 3,07 mln, z tego około 670 tysięcy mieszka na Bliskim Wschodzie (inne źródła podają 0,5 mln; dane z początku XX wieku są jeszcze inne: 60-80 tysięcy).
W Kościele jakobickim doniosłą rolę odgrywają klasztory, z których najbardziej znane są monastery świętego Mateusza koło Mosulu (Irak) i świętego Gabriela w Tur Abdin (Turcja), oba założone w IV wieku, świętego Ananiasza (Deir al Zaafaran) koło Mardin (Turcja), założony w VIII wieku, oraz świętego Marka w Jerozolimie (w którym podobno znajduje się pomieszczenie, w którym odbyła się Ostatnia Wieczerza). Biskupi kościoła jakobickiego są powoływani wyłącznie spośród zakonników.
Oba kościoły jakobickie – ortodoksyjny i katolicki – używają obrządku syryjskiego z aramejskim jako językiem liturgicznym.

## Stosunki z innymi Kościołami chrześcijańskimi
Próby unii z Rzymem podejmowano w kościele jakobickim od XVII wieku. Na początku XVIII wieku biskup Aleppo wraz z grupą wiernych nawiązał unię z Rzymem. Od tego czasu istnieje unicki katolicki kościół jakobicki, którego patriarcha rezyduje w Bejrucie. W XIX wieku na terenie zachodniej Syrii katolicy-jakobici przeważali liczebnie nad monofizytami. Konwersja na tak wielką skalę była prawdopodobnie wywołana faktem, że katolicy mieszkający w Imperium Osmańskim korzystali z opieki Francji, co zapewniało im lepszą pozycję – więcej praw, niższe podatki.
W latach 1971 i 1984 kolejni patriarchowie syryjsko-prawosławni i papieże wydali wspólne deklaracje zawierające wspólne, jednolite stanowisko w sporze o naturę Chrystusa, który legł u podstaw oddzielenia się jakobitów od Kościoła Powszechnego. Deklaracje przyznają jednak, że różnice w nauce są jeszcze zbyt wielkie, by doszło do interkomunii między Kościołem jakobickim a katolickim. Oba Kościoły syryjskie zawarły ponadto porozumienie, w którym pozwolono wiernym obu Kościołów uczestniczyć w razie konieczności w liturgiach i przyjmować sakramenty.
Kościół włączył się w działalność Globalnego Forum Chrześcijańskiego.